# 阿桑普申 (內布拉斯加州)
阿桑普申（英語：Assumption）是位於美國內布拉斯加州亞當斯縣的非建制地區。

## 地理
阿桑普申所處的海拔為高於海平面602米（即1975英呎），而該地所採用的時區為UTC-6，即北美中部时区（CST）。同時該地設有夏令時間，為UTC-6調快一小時，即UTC-5（CDT）。